# Моритати и легенде
Моритати и легенде (чеш. Morytáty a legendy) је књига прича чешког књижевника Бохумила Храбала (чеш. Bohumil Hrabal) објављена 1968. године у издању "Československý spisovatelа".  Српско издање књиге објавила је "Лагуна" из Београда 2017. године, у преводу Александра Илића.

## О аутору
Бохумил Храбал (28. март 1914, Брно, Чешка — 3. фебруар 1997, Праг), је један од најпознатијих чешких аутора. Дипломирао је право на Карловом универзитету али се никада није бавио правом. Радио је као продавац, у позоришту као радник на кулисама и статиста, као агент осигурања, трговачки путник, на пословима у фабрици и као канцеларијиски радник. Од 1963. године почиње да живи од писања, али је 1968. године осудио совјетску окупацију Чекословачке и то му доноси забрану објављивања до 1975. године. Најсрећније године Храбаловог стваралашта је у периоду од 1963. до 1969. године.

## О књизи
Моритати и легенде је збирка од дванаест прича које су први пут преведене на српски језик. Приче су инспирисане „крвавим“ поемама и легендама које су се некад приповедале на вашарима пред масом. Храбал је слушао анегдоте у пивницама и берберници где су се решавала „светска питања“, користио надреалистичке расправе и писма која су му слали читаоци да би хвалили или вређали његова дела, претварао глас народа у гротеске и баладе у којима је величао обичног човека. Приче у књизи доносе црни хумор, парадокс егзистенције, апсурд, трагично и комично. Једна од приповетки која се истиче јесте Легенда о Каину, из које ће настати новела Строго контролисани возови, касније преточена у истоимени филм Јиржија Менцела који је награђен Оскаром. 

Не само у породици и ближој и даљој родбини, већ сваки човек сам ствара легенду. На овај начин, свака особа може испричати читав низ легенди како би употпунила и изнутра заокружила и учврстила одређену причу која надилази његово постојање и води ка трансценденцији соком маште и љубавне лажи. Свадбе и погребни пријеми су прикладно место за усмено предање породичних предања. Али главно место где се праве и унутрашње заокружују и консолидују легенде су кафане са сталним гостима који током неколико година и деценија могу причати легенде о људима присутним и одсутним, или чак о непостојећим људима, у смислу ескалације. и преиспитивање, као што се дешава у ферблеу и мариасу, када онај који прича увек мора бити надмашен од онога који ће испричати. Тако се, испијајући пиво, могу сазнати нечувене легенде не само по садржају, већ и по форми и њеном расту, посебно када као учесници имамо прилику да будемо сведоци првих трагова стварности, на коју колективна имагинација онда ради све док се не створи легенда којој се ништа не може додати, ништа одузети, формација која је заокружена и изнутра интегрисана као артефакт, као анегдота, као портрет. Може се претпоставити да на свету постоји бар онолико легенди колико и људи.

Уместо увода у своју књигу, Бохумил Храбал написао је ове реченице
Књига је опремљена информативним и опсежним поговором Смешне и језиве приче Бохумила Храбала који даје увид у оно што је аутора формирало, односно показује његове књижевно-естетске корене.Поговор је подељен у неколико одељака: Живот и дело, Три прилога тумачењу Храбалове прозе: Антоњин Мјештан..., Јожеф Шкровецки...Вацлав Черни..., Моритати и легенде.
У тексту на почетку књиге под насловом Моритат који су написали читаоци је писмо читаоца упућено Храбалу.
На питање шта су то моритати а шта легенде, Храбал даје одговор на крају књиге у причи Post scriptum, цитирајући текст из Приручног речника чешког језика. Значење легенди је већини познато, а моритат представља причу у исто време смешну и језиву, забавну и претећу.

## Приче
Приче које су заступљене у књизи Моритати и легенде:
- Легенда о Егону Бондију и Владимиреку
- Моритат о свињској даћи
- Легенда о Ламерцовим иглама
- Мајски моритат или била је тиха мајска ноћ
- Легенда о лепој Јулинки
- Легенда о Каину
- Моритат о краљици ноћи
- Легенда одсвирана на струнама напетим између колевке и гроба
- Моритат о путницима око света
- Моритат о убиству Ањешке Хрузове
- Моритат о јавном погубљењу
- Post scriptum